# Macrosamanea froesii
Macrosamanea froesii là một loài thực vật có hoa trong họ Đậu. Loài này được Barneby & J.W.Grimes mô tả khoa học đầu tiên.